# 蹄葉炎

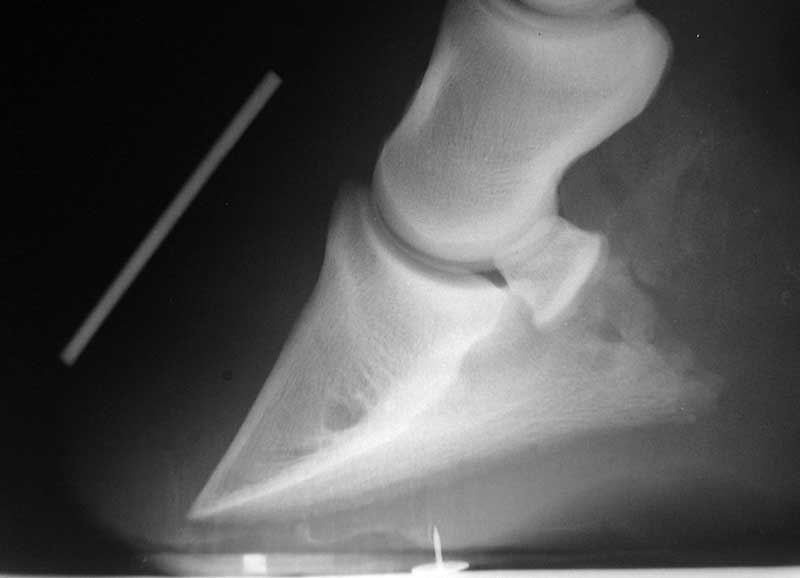
蹄葉炎になった馬の脚部のレントゲン写真

蹄葉炎（ていようえん）は、有蹄類の蹄部で発生する疾病のひとつであり、馬や牛で発生が報告されている。

## 概要
馬の蹄の内部は血管が発達しているが、体重が重いこと、心臓から遠い体の末端に位置することなどから、心臓のポンプ作用を用いても血液が充分に行き届かない。これを補っているのが蹄機（歩行の際、蹄の負重免重が繰り返され、一種のポンプとして動き、血行を促進する）であるが、肢に故障を発症し、動けずに他の肢で長時間負重し続けると、蹄の内部の血液循環が阻害され、蹄の内部に炎症が起こり激しい疼痛を発する。これが蹄葉炎である。馬は体重が重いため、病勢の進行を止めることは難しく、重症にいたると予後不良となることが多い。
蹄葉炎のメカニズムは、真皮葉内の水腫、毛細血管および静脈性血管の拡張ならびに神経束の水腫による蹄内の正常血液供給の異常に起因し、蹄は正常な角化が妨げられ、蹄芽原線維の形成不全ないしは無形成を伴って、表皮葉における配列や長さ、太さの不整を現すものと推察される。

## 原因
主な原因として、下痢や感染症などの全身疾患、穀類の過剰摂取による腸内細菌叢の変化による内毒素の発生、早産や流産直後、過労などが挙げられる。競走馬では、前肢の一側に発症することが多く、その対側肢には骨折・屈腱断裂・関節炎などの既往を持つものが多かった（負重性蹄葉炎）。また、両前肢や四肢に発症している症例では、既往として全身筋痛・肺炎・疝痛などを持つものが多かった。したがって、競走馬の蹄葉炎発症と既往歴の間には深い関係のあることが推定される。

## 発症後
レントゲン検査をもとに蹄に対して保護対策と疼痛管理を行うのが一般的であり、特に重度の症例では、獣医学的療法と装蹄療法を組み合わせた治療が必要で、深屈腱の切断術が行われることもある。順調に回復する馬もいれば、起立不能になって安楽死となる場合もある。慢性蹄葉炎の場合、蹄壁と葉状層の間から黄色調の贅生角質を取り除く必要があるが、発症1ヶ月以内は括削せず、病期1ヵ月を経過した後に括削することが推奨される。
カリフォルニア大学デービス校の研究では、抗炎症性化合物T-TUCBが蹄葉炎の治療法となる可能性が示唆された。

## 蹄葉炎を発症し死の転帰を迎えた主な馬
※死の原因が必ずしも蹄葉炎とは限らない
サラブレッド
- テンポイント（ 1978年）
- スリージャイアンツ（ 1981年）
- Secretariat（ 1989年）
- Nijinsky II（ 1992年）
- トウショウボーイ（ 1992年）
- サンエイサンキュー（ 1994年）
- ミスターシービー（ 2000年）
- マックスビューティ（ 2002年）
- サンデーサイレンス（ 2002年）
- Conquistador Cielo（ 2002年）
- リアルシャダイ（ 2004年）
- アグネスフローラ（ 2005年）
- Barbaro（ 2007年）
- アイポッパー（ 2008年）
- Sunline（ 2009年）
- Pleasant Tap（ 2010年）
- サッカーボーイ（ 2011年）
- シンコウラブリイ（ 2011年）
- レッドアルヴィス（ 2016年）
- コウソクストレート（ 2017年）
- エイシンバーリン （ 2017年）
- ロワジャルダン （ 2018年）
- ラインミーティア （ 2018年）
- ウオッカ（ 2019年）
- シンボリクリスエス（ 2020年）
- パフォーマプロミス（ 2021年）
- キョウエイボーガン（ 2022年）
- デインドリーム（ 2023年）
- Black Caviar（ 2024年）
- デルタブルース（ 2024年）

その他の馬
- スーパーペガサス（ 2007年） - ばんえい競馬の歴史的名馬